# 1950 في المغرب
تحتوي هذه المقالة على أهم الأحداث التي شهدتها المغرب في 1950، إضافة إلى أهم الشخصيات المغربية المولودة والمتوفية في هذه السنة.

## الحكم
- السلطان: محمد الخامس
- الحكم للإدارة الفرنسية في المغرب الحماية الفرنسية على المغرب 1912 - 1956.

- منطقة شمال المغرب وقتها كانت تحت حكم إسبانيا.
- المغرب الحالي وقتها كان سلطنة وليس مملكةـ كان يحكمها سلطان وليس ملك. وكان البلد يُسمى بلاد مراكش وليس المغرب.

## الأحـداث
- 1950 ظهير المرور المؤقت إلى التوقيت الصيفي (1+GMT(11 يونيو – 28 أكتوبر أربعة أشهر و18 يوما[1]

- تأسست 5 قواعد عسكرية أمريكية في المغرب، من بين أكبر القواعد العسكرية في العالم: النواصر، سيدي سليمان، بنسليمان، بنكرير والقنيطرة. أنشئت جميعها بناء على معاهدة اتفاق 22 ديسمبر 1950، خلال عهد الحماية، بين جورج بيدو وزير الخارجية الفرنسية وجيفرسون كافري، سفير واشنطن في باريس.[2]

## رياضة
- فاز نادي الوداد البيضاوي بالدوري البطولة لعام 1950 في (المغرب الفرنسي).
- فاز نادي إسبانيول تطوان بالدوي بطولة الشمال 1950 (الخاضعة للحكم الإسباني).

- إنضم فريق الاتحاد البيضاوي عام 1950 بالانخراط بالعصبة الفرنسية لكرة القدم،بالقسم الرابع قبل تأسيس جامعة حرة لكرة القدم ترأسها عبد السلام بناني.[3]

## كـتب
- كتاب: سليل الثقلين/ المؤلف: التهامي الوزاني.

## مواليد
- العوني الزاوية، فقيه ومحفظ قرآن ومدرس تفسير مغربي.
- الزهرة رميج، قاصة وروائية وكاتبة مغربية.
- حسن بنجلون، مخرج وسيناريست ومنتج مغربي.
- عبد الرحيم لحبيبي، كاتب روائي مغربي.
- عبد الحق سرحان، كاتب وأكاديمي مغربي، يكتب بالفرنسية.
- ميمون الوجدي، مغني راي المغرب.
- أحمد الناجي، ممثل مغربي.
- عبد القادر الشاوي، ناقد وروائي مغربي.
- محمد رويشة، مغني فنان تراثي شعبي مغربي.
- محمد بنطلحة، شاعر مغربي.
- عبد القادر أعبابوا، ممثل مسرحي وكاتب مغربي.
- إدريس بن زكري، ناشط حقوقي مغربي.
- أحمد بادوج، فنان وممثل مسرحي مغربي.
- حسن الكلاوي، أحد رواد الفن التشكيلي المغربي.
- ليلى أبو زيد، كاتبة ومترجمة مغربية.
- خير الدين مراد، شاعر وكاتب مغربي يكتب باللغة الفرنسية.

## وصلات خارجية
- صور نادرة من المغرب عام 1950

## الـمراجع
1. ↑  دراسة حول تغيير الساعة القانونية للمملكة المغربية نسخة محفوظة 2020-08-29 على موقع واي باك مشين.
2. ↑  القواعد الأمريكية، كيف غادر الأمريكيون المغرب – زمان نسخة محفوظة 29 أغسطس 2020 على موقع واي باك مشين.
3. ↑  الاتحاد البيضاوي إنضم الى العصبة الفرنسية سنة 1950 نسخة محفوظة 29 أغسطس 2020 على موقع واي باك مشين.